# ハナワラビ属
ハナワラビ属は、ハナヤスリ科に属するシダ植物の群である。ハナヤスリ類のうち、栄養葉が羽状複葉のものを含む。

## 特徴
ハナワラビ属(Botrychium)は、担葉体の上に栄養葉と胞子葉を持つというハナヤスリ類の典型的な形を持ちながら、栄養葉と胞子葉が共に羽状複葉のものが含まれる。担葉体は多肉質で、肥大成長をする例がある。これはシダ植物中では極めて異例である。栄養葉は1-4回羽状複葉であるが、最下の羽片がやや発達する傾向がある。胞子葉は1-2回羽状複葉、葉身はなく、軸に直接に丸い大きな胞子のうがつく。
なお、ハナヤスリ類は一般のシダ植物とは違う点が多いが、ハナワラビ類の葉だけはいかにもシダ植物という印象である。

## 分類
世界中に約40種が知られる。四つの亜属に分けるが、それぞれを独立属とする説もある。日本では13種ほどが知られ、また、自然雑種も見つかっている。しかし、分類そのものは十分に理解されているとは言えない状態であるとも言われる。以下、日本産の種を示す。
ハナワラビ属 Botrychium
- ヒメハナワラビ亜属 Subgen. Botrychium
  - ヒメハナワラビ B. lunaria (L.) Sw.
  - タカネハナワラビ B. boreale (Franch.) Milde
  - ミヤマハナワラビ B. lanceolatum (Cmel.) Angust.
- ナツノハナワラビ亜属 Subgen. Osmundopteris
  - ナツノハナワラビ B. virginianum (L.) Sw.
  - ナガホナツノハナワラビ B. strictum Underw.
- オオハナワラビ亜属 Subgen. Sceptridium
  - オオハナワラビ B. japonicum (Plantl) Underw.
  - シチトウハナワラビ B. atrovirens (Sahashi) K. Iwats.
  - ホウライハナワラビ B. formosanum Tagawa
  - アカハナワラビ B. nipponicum Makino
  - ミドリハナワラビ B. triangularifolium (Sahashi) K. Iwats.
  - イブリハナワラビ B. microphyllum (Sahashi) K.Iwats.
  - フユノハナワラビ B. ternatum (Thunb.) Sw.
  - ヤマハナワラビ B. multifoddum (Cmel.) Rupr.
- アリサンハナワラビ亜属 Subgen. Japanobotrychium
  - （日本産の種はない。）